# Leucania nigrolinea
Leucania nigrolinea är en fjärilsart som beskrevs av Michael J. Parsons 1938. Leucania nigrolinea ingår i släktet Leucania och familjen nattflyn. Inga underarter finns listade i Catalogue of Life.